# Vindaloo

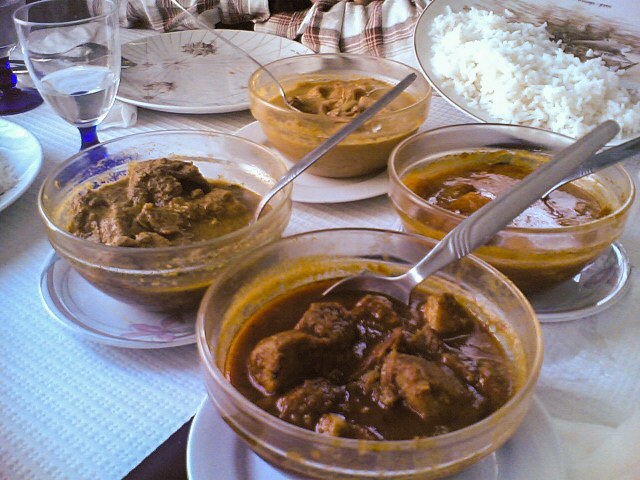
Wieprzowe vindalho w restauracji Goa w portugalskiej Lizbonie

Vindaloo – popularne na świecie danie indyjskie. Zostało sprowadzone do indyjskiego regionu Goa przez Portugalczyków i stało się tam posiłkiem często podawanym podczas specjalnych okazji. Nazwa, tłumaczona z portugalskiego jako „wino, ocet winny i czosnek”, jest także czasem pisana Vindalho lub Vindallo. Historycznie było to wieprzowe danie gotowane z dużą ilością czerwonego wina i czosnku, ale po przejęciu przez mieszkańców regionu Goa, przepis zmodyfikowano zgodnie ze tradycyjną kuchnią regionu, przez dodanie mnóstwa przypraw i chili. Restauracje na świecie często podają to danie z kurczakiem lub jagnięciną, czasem też z ziemniakami. Tradycyjny przepis na Vindaloo nie zawiera ziemniaków. Zostały one dodane przypadkowo, ponieważ słowo „aloo” znaczy „ziemniak” w hindi.
Danie zyskało wielką popularność w Wielkiej Brytanii i Nowej Zelandii. Vindaloo jest powszechne w menu restauracji indyjskich na całym świecie i jest znane jako jedno z najostrzejszych curry. Z powodu popularności dania powstała piosenka Vindaloo na Mistrzostwa Świata w Piłce Nożnej 1998.